# Flunitrazepam
Flunitrazepam (door fabrikant Roche als Rohypnol op de markt gebracht) is een slaapmiddel voor een kortdurende behandeling van slaapstoornissen, zoals moeizaam inslapen, herhaaldelijk wakker worden en/of moeilijk de slaap kunnen hervatten. Daarnaast is het middel ook een drug, die bekendstaat als de "rooie knol", "roofie", en "verkrachtingsdrug". Het middel is daarom in Nederland onder de Opiumwet gebracht.
Flunitrazepam valt onder de groep van de benzodiazepinen, waaronder de meeste tegenwoordig gangbare slaap- en kalmeringsmiddelen vallen, zoals nitrazepam (Mogadon), flurazepam (Dalmadorm), diazepam (Valium), lorazepam (Temesta) en oxazepam (Seresta).
Het middel heeft een spierverslappende, angstverminderende en ontspannende werking. Het verhelpt echter niet de oorzaak van de slaapstoornissen. Benzodiazepinen zoals flunitrazepam dienen slechts gebruikt te worden in "zwaardere" gevallen. Volgens velen dient het helemaal niet meer te worden voorgeschreven. Indien een ander slaapmiddel als alternatief beschikbaar is zal een arts eerst dat middel voorschrijven. De plasmahalveringstijd van flunitrazepam is meer dan 10 uur, dus de volgende ochtend is een tablet nog lang niet uitgewerkt.
Flunitrazepam versterkt de remmende werking van de neurotransmitter GABA. Hierdoor wordt de overdracht van prikkels in verschillende onderdelen van de hersenen geremd. Na 10-20 minuten begint het middel te werken, het wordt dus erg snel opgenomen. De bijwerkingen zijn slaperigheid overdag, spierzwakte, duizeligheid, verwarring, moeheid en dubbelzien. Geheugenverlies kan ook optreden. Bij overdosering wordt de ademhaling onderdrukt en kan men in coma geraken.
Het middel is daarnaast geestelijk en lichamelijk verslavend. Stoppen geeft aanleiding tot ontwenningsverschijnselen, als hoofdpijn, spierpijn, angst, verwardheid, hallucinaties en krampen.
Flunitrazepam was een tijd populair in de harddrugsscene, en stond daar (naar de merknaam Rohypnol) bekend als de "rode`('rooie') knol", "rooie nollen" of als "roofies" (in Engelssprekende landen). Na inname van het middel probeerde men wakker te blijven om in een soort droomtoestand te komen. Gebruikers voelden zich verdoofd, maar merkten ook dat zij na afloop zich niet meer konden herinneren wat er gebeurd was. Het middel werd oraal gebruikt, maar verpulverde tabletten werden soms ook weleens gerookt, zoals ook weleens bij diazepam gebeurt, of opgelost en gespoten. In 2023 staat flunitrazepam nog steeds in de opiumwet, maar niet op lijst I, artsen mogen het echter nog wel voorschrijven, bijvoorbeeld als andere slaapmiddelen onvoldoende werken.
Ten slotte staat het middel ook bekend als "date rape drug". Een op seks belust persoon kan de flunitrazepam bij zijn of haar date in een drankje doen. Wanneer het middel samen met de alcohol ingenomen wordt, wordt het slachtoffer slaperig en laat veel meer toe dan het onder nuchtere toestand zou doen. Het geheugenverlies zorgt er bovendien voor dat er na ontwaking geen, of slechts onduidelijke herinneringen zijn (anterograde amnesie, na het toedienen van de drug). Zelfs als het geheugenverlies beperkt is, is niet duidelijk te achterhalen of het slachtoffer zo meegaand was als gevolg van het effect van de drug. Om deze reden is een blauwe kleurstof toegevoegd, zodat de pil in de meeste drankjes opvalt. Bij de generieke versie flunitrazepam, ontbreekt de blauwe kleurstof vaak.